# Prasat Ta Muen
Ne doit pas être confondu avec Prasat Ta Muen Toch.

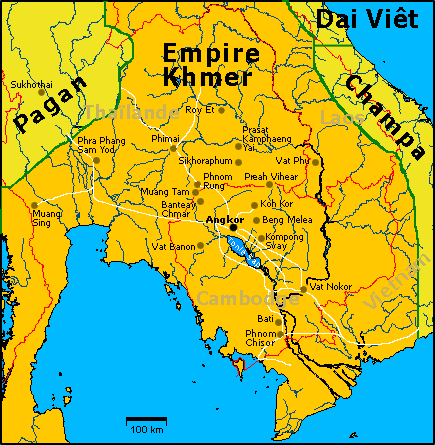
Principaux sites khmers

Le Prasat Ta Muen (en khmer ប្រាសាទតាមាន់) est un sanctuaire khmer situé au Cambodge et tout proche de la frontière avec la Thaïlande. 
C'est un bâtiment entièrement en latérite, ce qui le date du règne de Jayavarman VII. Il s'agit probablement d'une chapelle d'un des nombreux gites d'étape ou dharmsalas construits sur ordre de ce roi; Zhou Daguan (ou Chou Ta-Kouan), voyageur chinois qui visita l'empire khmer, y fait référence dans ses récits de voyage à la fin du XIIIe siècle. D'après des inscriptions trouvées à Angkor, ce gite était l'une des 17 étapes entre la capitale et Phimai.
La tour de base carrée de 6,30 mètres s'élève à 13 mètres de hauteur. Le porche fait 12 mètres de long pour une largeur de 5 mètres. La façade sud -et seulement elle- est percée de 5 fenêtres en grès, quatre au niveau du porche, une au niveau de la tour. La chapelle fait face à l'est et comprend une porte à chaque extrémité. On trouve le même plan dans d'autres gites d'étape à Preah Khan ou à Ta Prohm.
NB : Dans son livre (cité en référence), Michael Freeman a fait une inversion de photo entre le Prasat Ta Muen et le Prasat Ta Muen Toch.

## Photographies

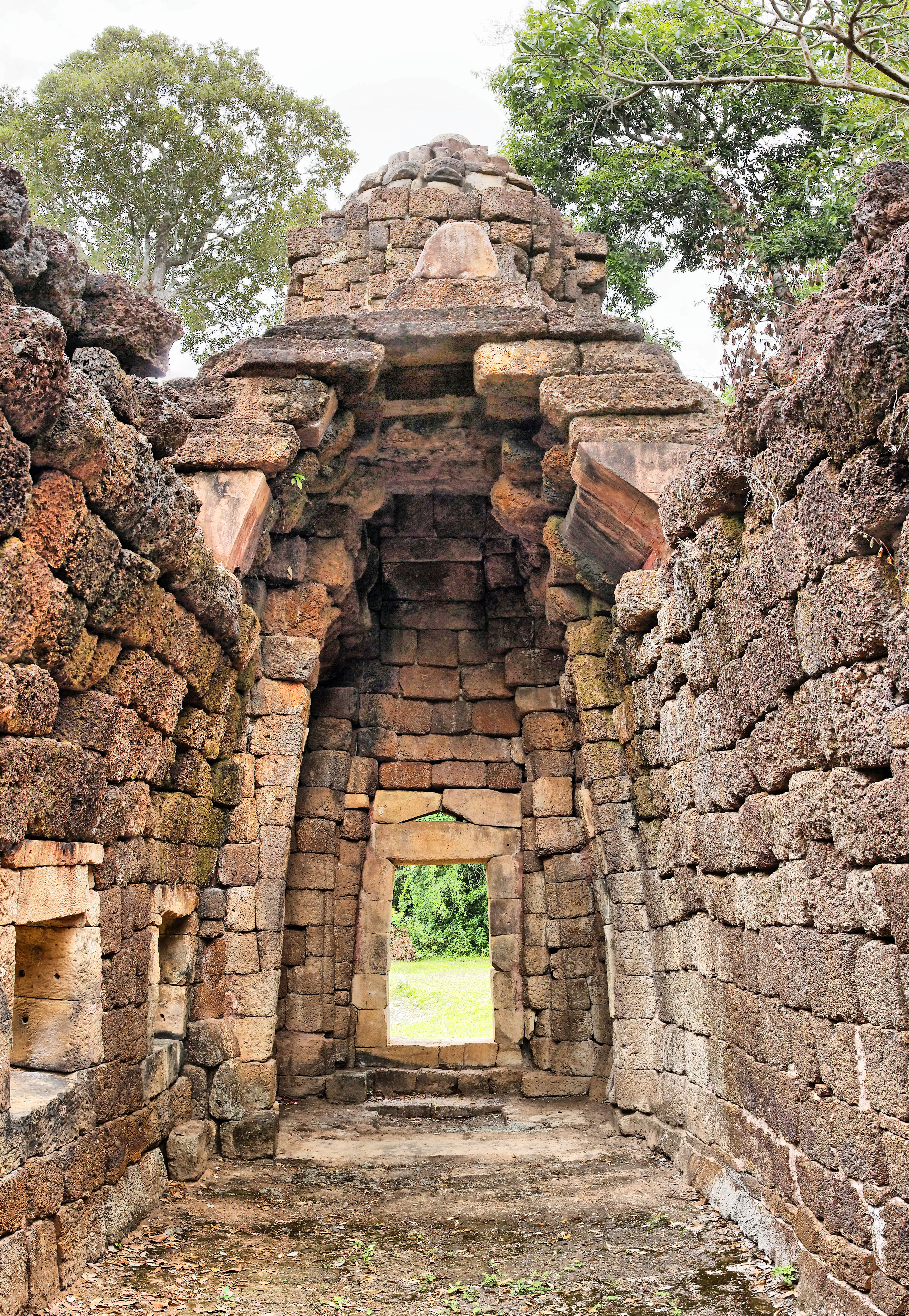
Vue de l'intérieur du porche
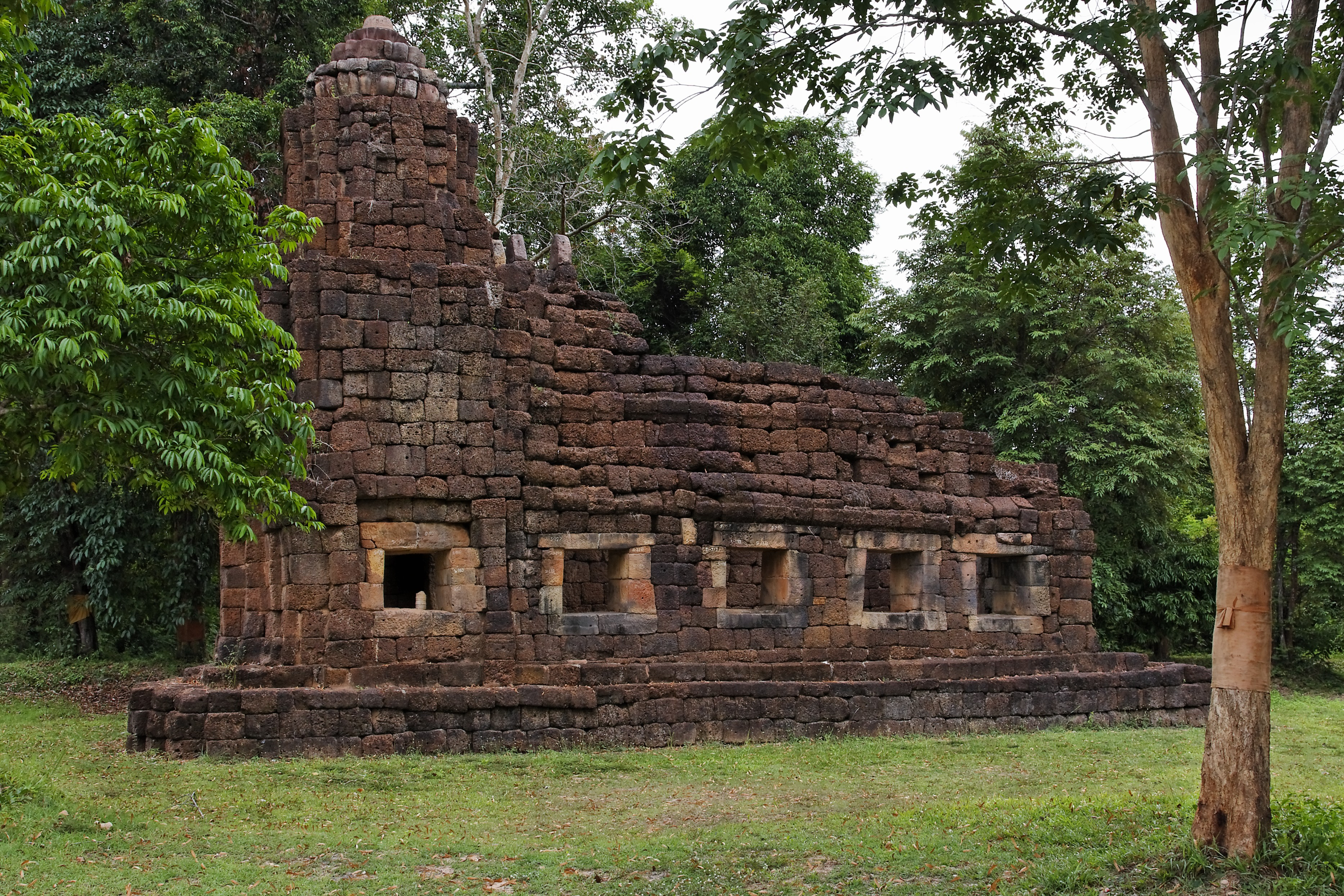
Vue d'ensemble (sud), montrant les fenêtres en grès
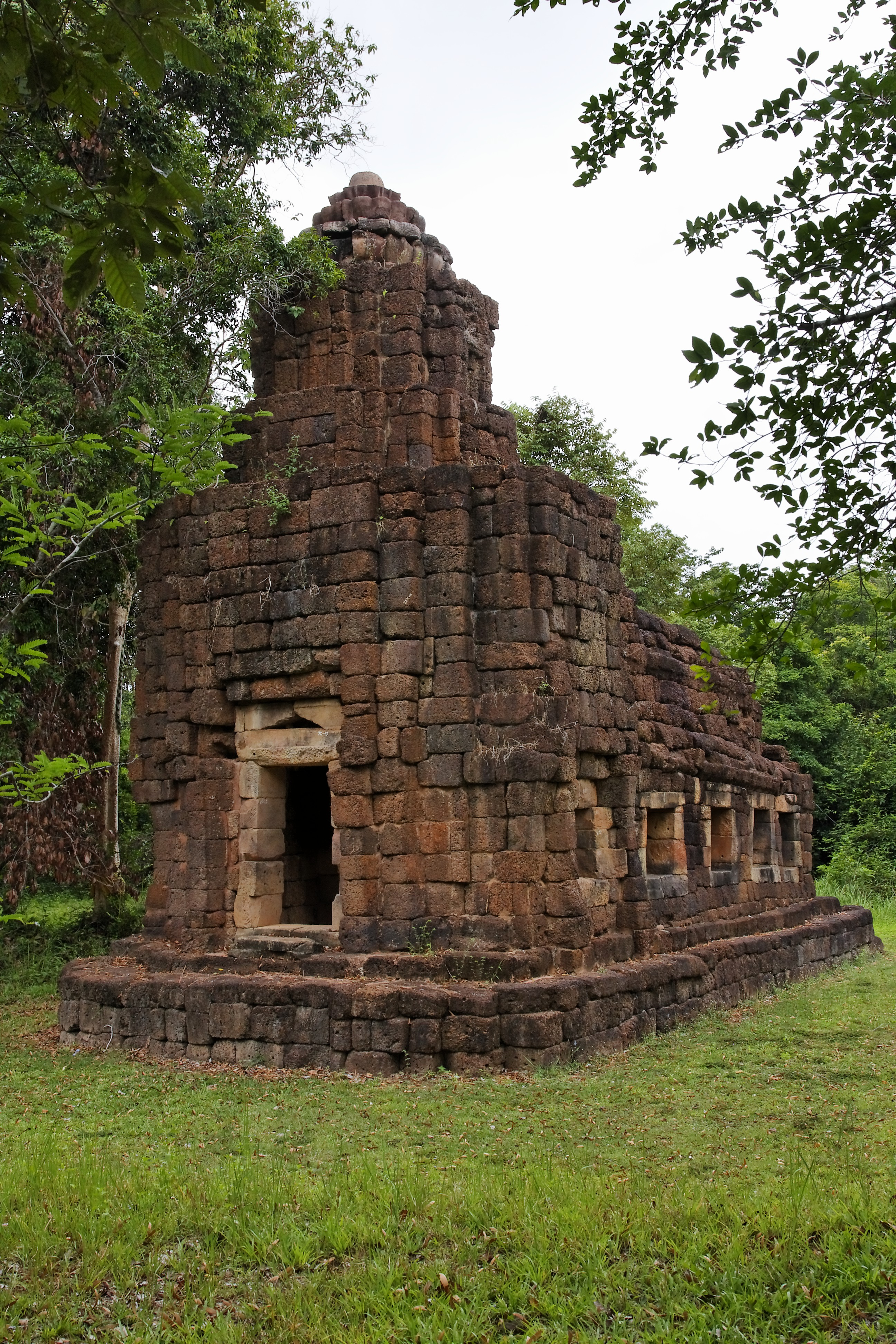
La tour, porte ouest
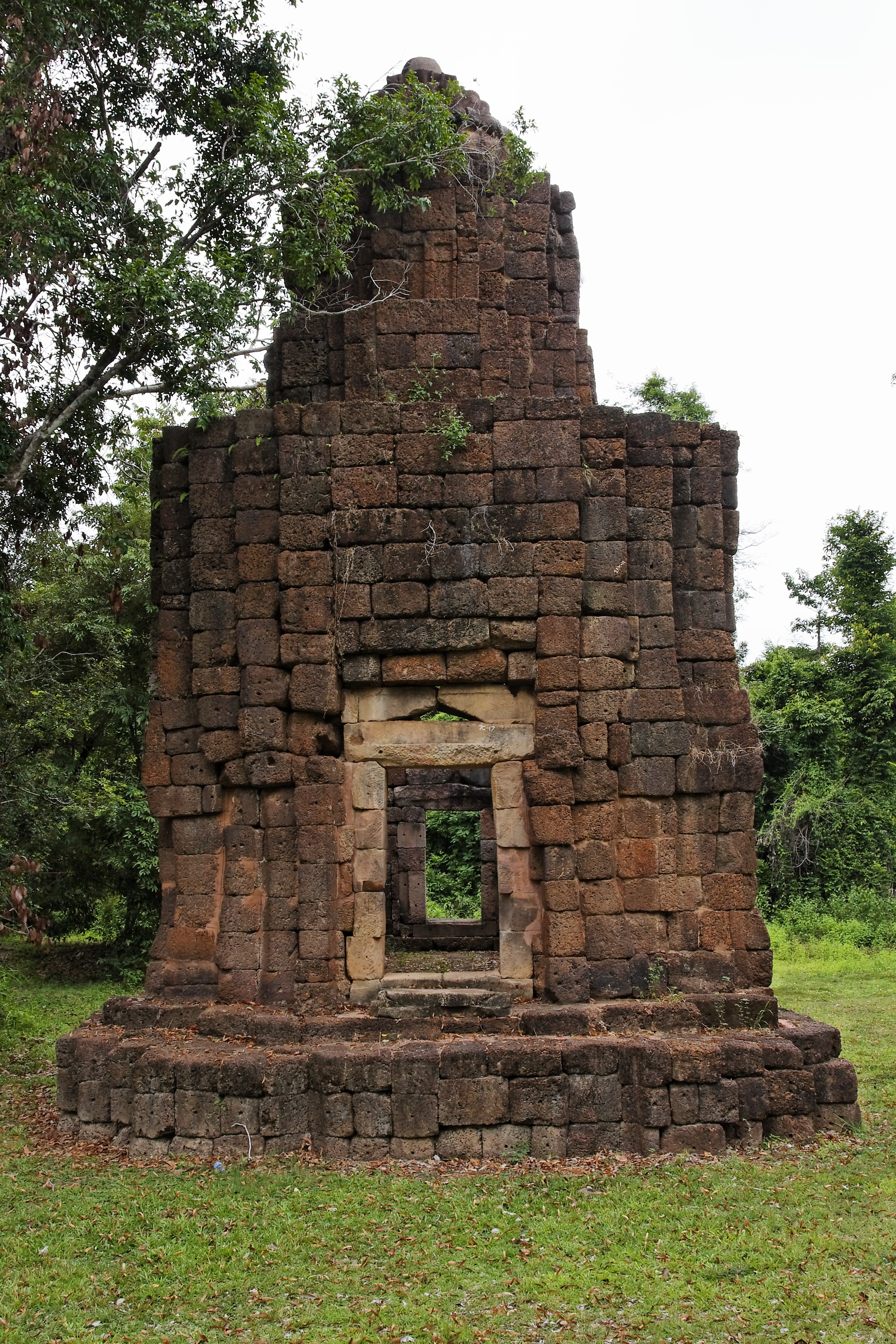
La tour, porte ouest
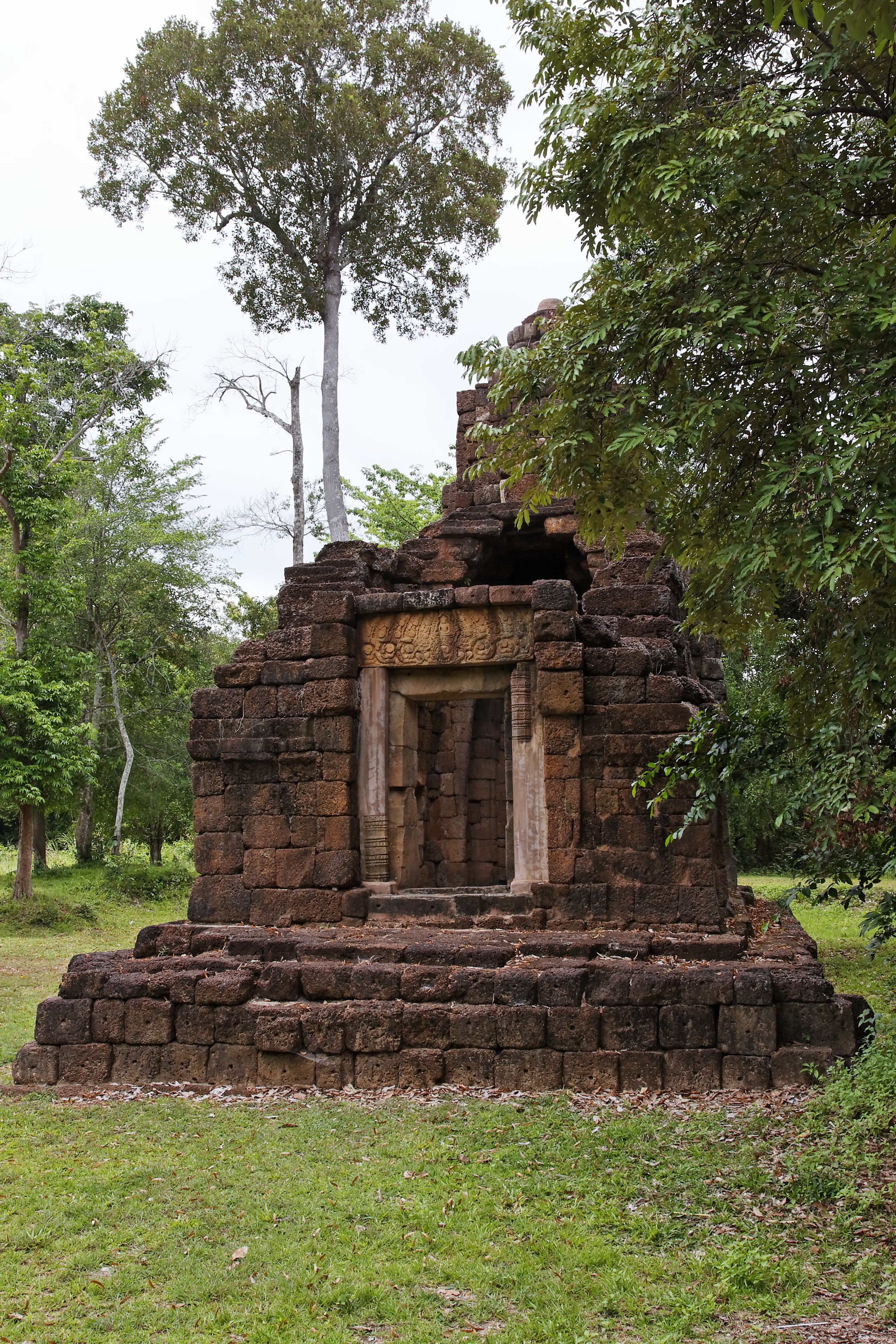
Le porche, entrée est
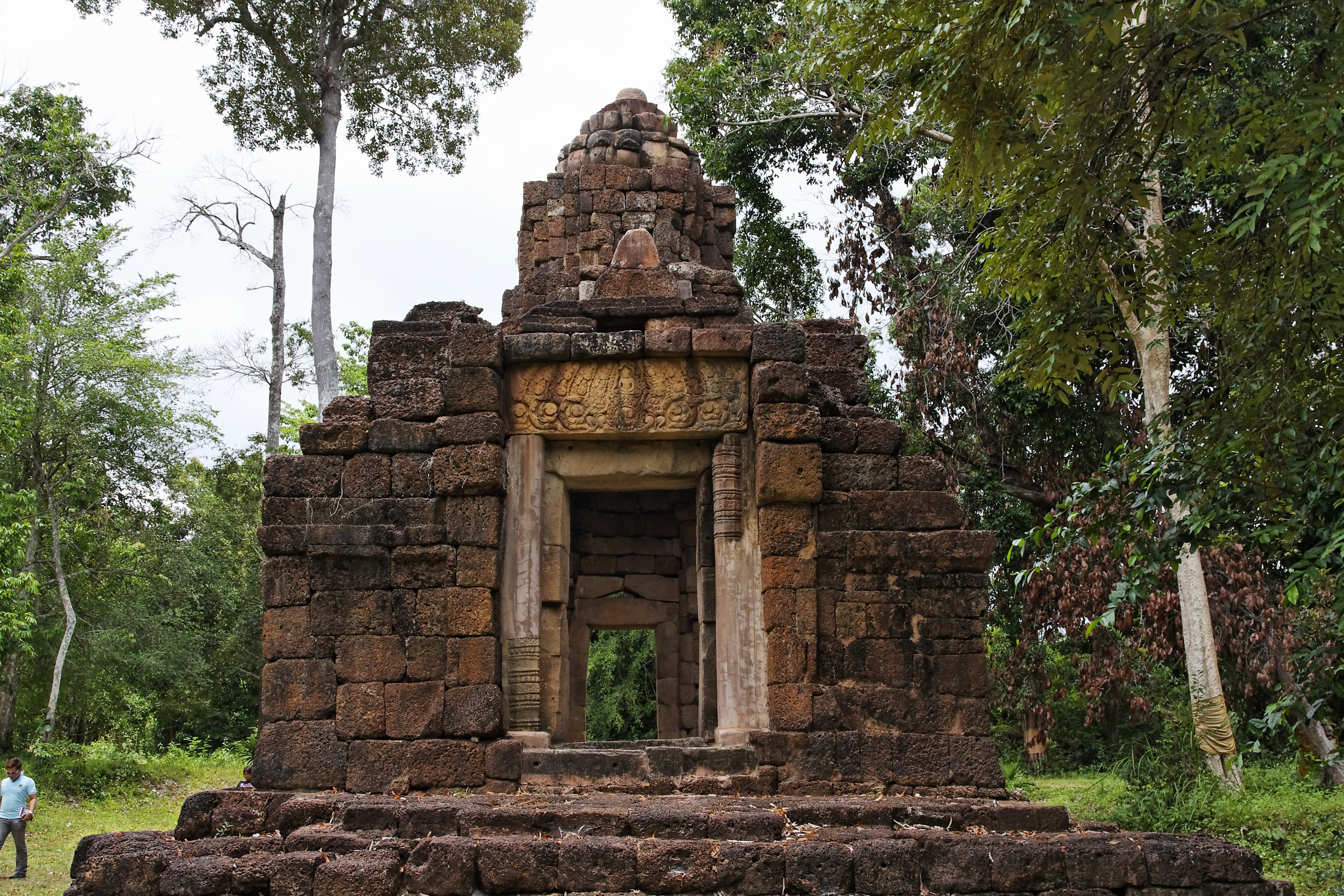
La porte est, avec colonnettes et linteau
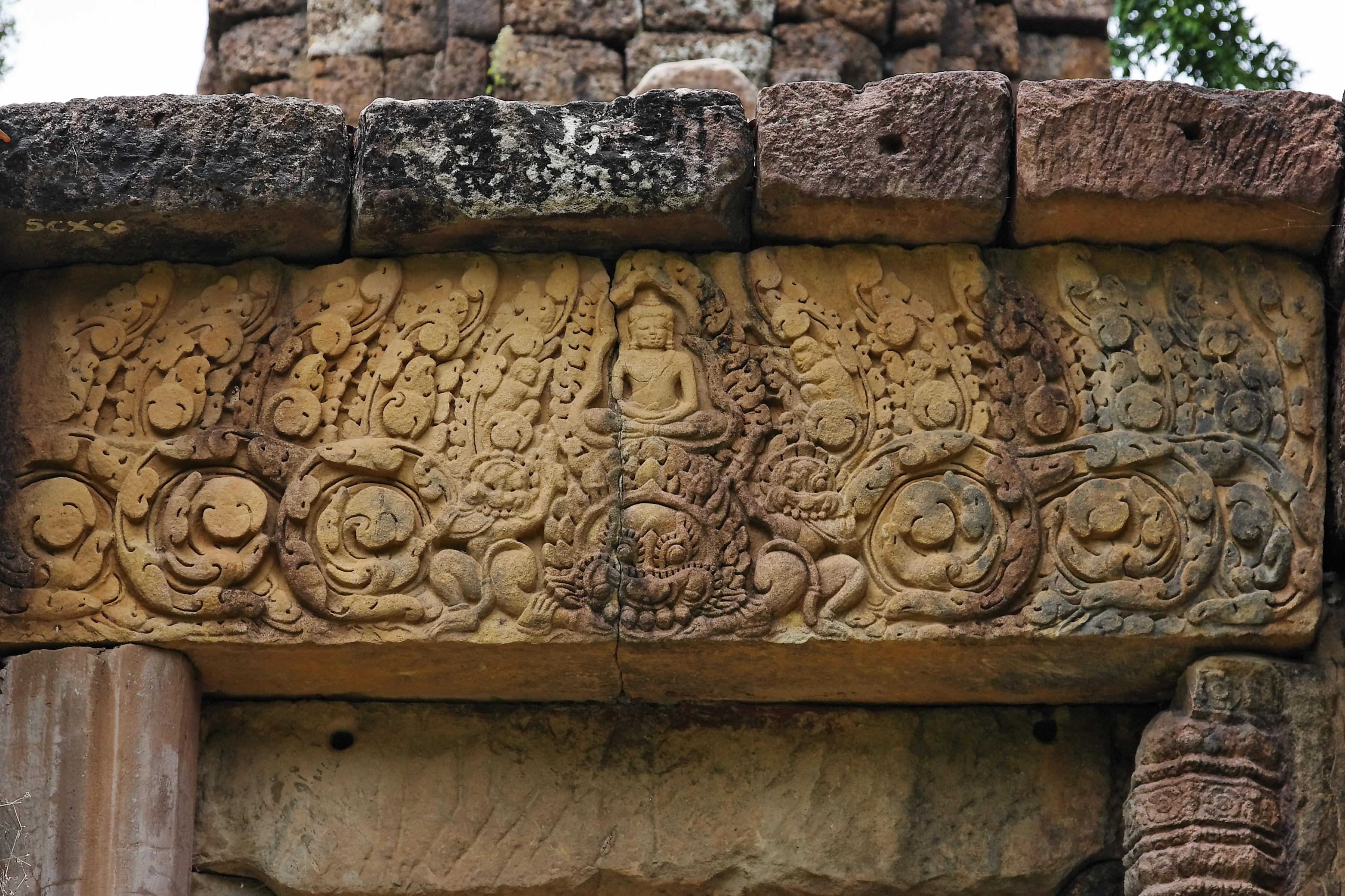
Le linteau au-dessus de la porte est
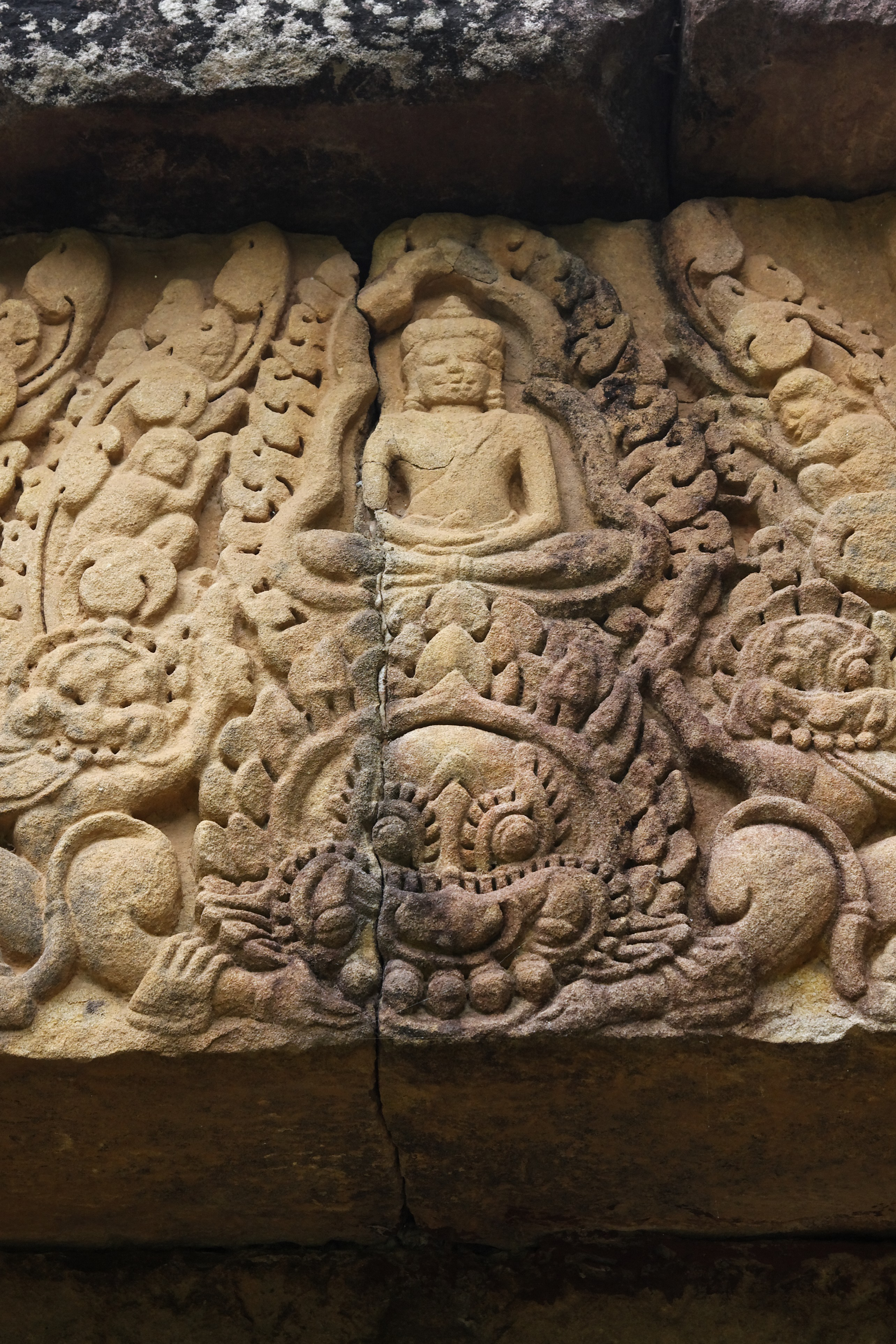
Détail du linteau: Bouddha assis au-dessus d'un kâla
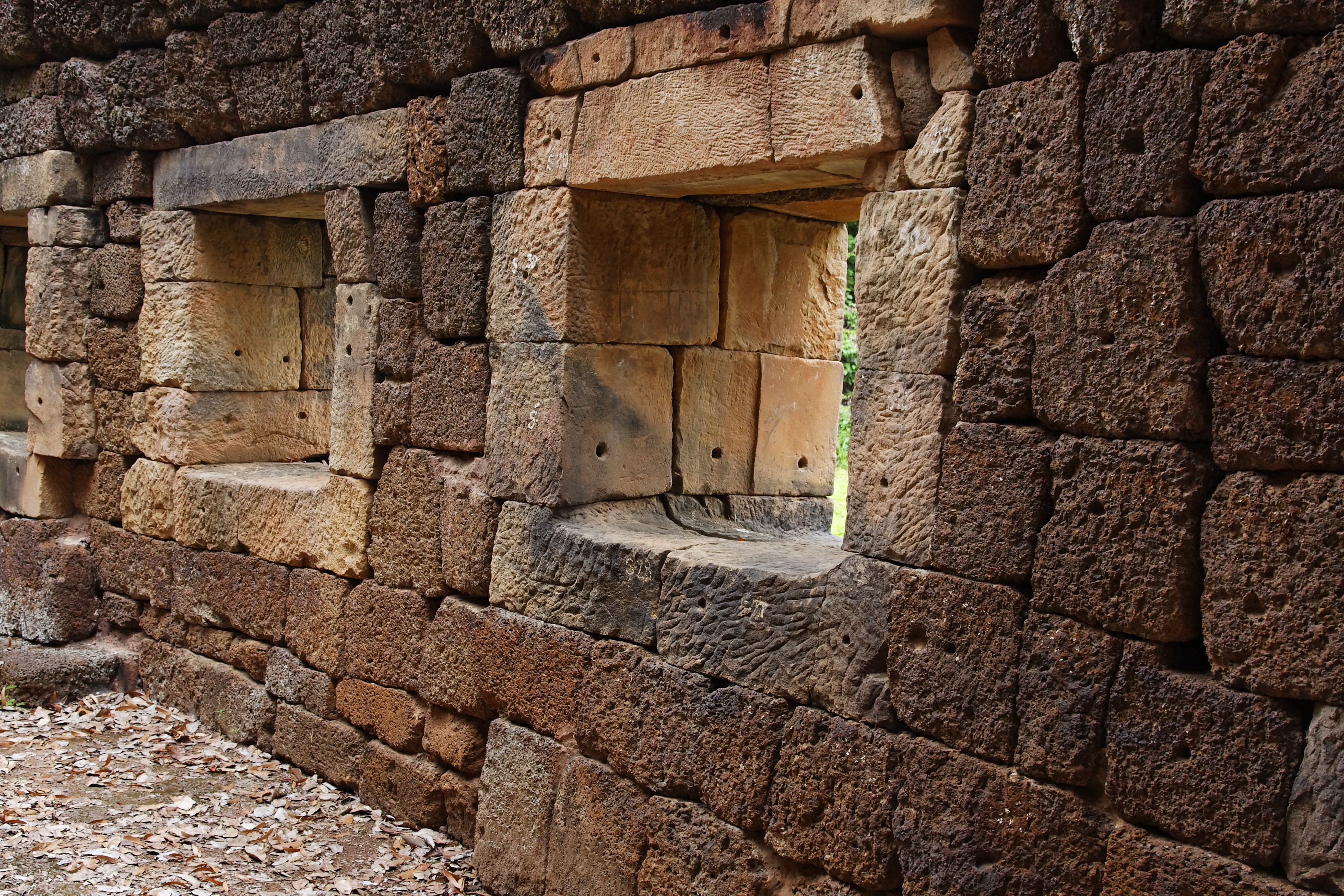
Deux des fenêtres en grès de la façade sud, vues de l'intérieur du porche